# 動員戡亂
動員戡亂，全稱全國總動員戡平叛亂，指國家於戰爭或者緊急狀況時，動用全部人員及資源以支援國防軍事活動，用以平息叛亂。此詞在漢語圈，常用來指稱第二次國共內戰時中國國民黨治下的中華民國政府（包括國民政府）提出的政策概念，以对抗在抗日战争后实力急剧膨胀的中國共產黨，並成為中華民國政府遷台後長期的國家方針。

## 歷史

### 提出與施行
1947年7月，中國國民黨與中國共產黨之間的戰爭全面爆發，由國民黨執政的中華民國國民政府因而下令動員戡亂。7月4日，中華民國國民政府舉行國務會議，通過時任中華民國國民政府主席蔣中正提出之《厲行全國總動員勘平共匪叛亂方案》，提案稱「為拯救匪區人民，保障民族生存，鞏固國家統一，厲行全國總動員，以勘平共匪叛亂，掃除民主障礙，如期實施憲政，貫徹和平建國方針案」，「中國共產黨擁兵割據，擾害地方，武力叛國」，「必須全國軍民集中意志，動員全國力量，一面加緊戡亂，一面積極建設。」；會後，各省、市參議會及國民黨控制之組織，紛紛通電擁護「戡亂」令，並召開戡亂救國大會:8379：
「為拯救災區人民，保障民族生存，鞏固國家統一，提請厲行全國總動員，以勘平共匪叛亂，掃除民主障礙，如期實施憲政，貫徹和平建國方針案：
政府自抗戰勝利後，即積極進行復員，以期從事建設，與民蘇息，雖一切措施未能盡如所期，但對於中國共產黨擁兵割據，擾害地方，武力叛國之行動，則始終秉持政治解決之方針，不惜委曲求全，多方容息，以求其實現。乃共黨自去年十月以來，始則拒絕政府頒佈之停戰令，繼則拒絕參加國民大會，又復拒絕政府派員赴延安商洽和平之建議，最近復由其宣傳機關，對國民參政會之和平建議，斷然予以拒絕。政府方力謀整軍，而共黨則脅迫民眾，大量擴充其叛國之武力。政府方力謀復員建設，而共匪則到處阻礙復員之進行，到處破壞我交通工礦之建設。政府方勵圖實現民建政治，準備行憲工作，而共匪則一面宣傳民主，一面殘虐人民，無所不用其極。
最近數月，共匪復在華北東北對我國國軍發動大規模之攻勢，妨礙政府對領土主權之完全接收。其必須欲以武力顛覆國家，已極彰著；而其煽動各地社會，擾亂治安秩序之盜匪暴行，亦日益明顯。共匪既公然揭開其武裝全面之叛亂，實已自絕於國人，且早已以武裝叛亂集團自居，而自外於政黨之林，不惜與國家民族為敵。其怙惡不悛，執迷不悟，一至於此，則政府和平建國之國策，已非以政治方式所能求得解決。尤其我北方受共匪蹂躪區域及接近匪區之同胞，水深火熱，日甚一日。政府不能長此貽誤，坐視不救。而我全國同胞欲求得安居樂業之生活，亦非以全力剷除此復興建國之最大障礙，實不足以捍衛國家基礎，安定社會秩序，而策我整個國家與全體人民之安全。況政府有鞏固國家統一，保障民族生存之責任；若非從速戡平叛亂，則不僅憲政與民主無由實現，即國家之統一與安全亦已失其保障。故政府決心戡亂，實出於萬不得已。必須全國軍民集中意志，動員全國力量，一面加緊戡亂，一面積極建設，方能掃除民主憲政之障礙，達成和平建國之目的。
本此意旨，擬請國務會議決定實行全國總動員，號召全民一致奮起，淬厲進行經濟建設，刷新地方政治，發動人力物力，改善糧政役政，保持社會安全，救恤人民疾苦，保障人民基本權利，厲行消費節約，增進農工生產，提高官兵待遇等項，均交各主管機關妥擬方案，制頒法令，一體依法進行。至實施時，應如何防止法外之滋擾，並飭主管機關嚴切注意。」
7月上旬，中華民國國防部宣佈為配合《戡亂動員令》，決定編餘軍官除志願退役者外，一律留用，由中央訓練團分發各部:8382。7月18日，國民政府舉行國務會議，通過《動員戡亂完成憲政實施綱要》，繼續徵借實物以充軍糧:8384-8385。7月19日，國民政府頒布《動員戡亂完成憲政實施綱要》，提出「厲行全國總動員，以戡平共匪叛亂」，凡「戡亂」所需之兵役、工役、軍糧、物資、運輸等，均應積極動員；凡規避及妨礙「戡亂」之言論行為，均應依法懲處；行政院並可隨時發布必要之命令:8385。
1948年5月10日，中華民國政府公佈《動員戡亂時期臨時條款》，該條款具有優於《中華民國憲法》之位階。

### 終止
1991年4月22日舉行的第一屆國民大會第二次臨時會，三讀通過廢止《動員戡亂時期臨時條款》，咨請總統李登輝明令廢止。4月30日，李登輝依據《動員戡亂時期臨時條款》第十項規定，颁布總統令，宣告動員戡亂時期於中華民國80年（1991年）5月1日終止，並同時頒布《中華民國憲法增修條文》。5月1日，總統令公布，廢止《動員戡亂時期臨時條款》。即刻起，使終止「國共內戰」在憲法上有法理依據。